# Лужица (река)
Лужица — река в Ленинградской области России, бассейн Финского залива.
Длина — 13 км. В низовьях реки — деревня Лужицы.
Бассейн реки включает территорию граничащую на юге с северной границей бассейна реки Луги, а на севере с южной границей бассейна реки Невы.
По данным государственного водного реестра России относится к Балтийскому бассейновому округу.